# Tico Torres
Hector Samuel Juan "Tico" Torres (født 7. oktober 1953), bedre kendt som Tico Torres, er en amerikansk trommeslager.
Han spiller i bandet Bon Jovi, hvor han også har sunget baggrundsvokaler på sange som Born to Be My Baby og Love for Sale. På Bon Jovi albummet 100,000,000 Bon Jovi Fans Can't Be Wrong synger han også sangen Only in My Dreams i stedet for bandets forsanger Jon Bon Jovi.

## Tidlige liv
Han blev født i New York og voksede op i Colonia, New Jersey, med sine forældre Emma og Hector Torres. Han gik på John F. Kennedy Memorial High School og interesserede sig meget for musik, især jazz.
Før han blev en del af Bon Jovi, havde han allerede spillet live og i studie med Franke and the Knockouts, Pat Benatar, Chuck Berry, Cher, Alice Cooper og Stevie Nicks, og indspillede i alt 26 albums med disse artister.
Tico mødte Alec John Such da han spillede med et band kaldet Phantom's Opera, og det var det venskab som gjorde at han sluttede sig til Bon Jovi. Først ville han dog ikke slutte sig til dem, fordi at Jon Bon Jovi, forsangeren, var 9 år yngre end ham selv. Men efter at have set Jon optræde blev han så imponeret, at han valgte at blive en del af bandet alligevel.

## Kunst
Tico er også maler, og har malet malerier siden 1994. Han er selvlært, og hans kunst kan ses på http://www.walnutst.com/ Arkiveret 1. juli 2008 hos  Wayback Machine
Udover det har han sammen med Jon Bon Jovi også lavet en babykollektion, kaldet "Rock Star Baby", som bl.a. inkluderer babytøj, legetøj og møbler. Kollektionen kan findes på http://www.rockstarbaby.com eller http://www.rsb-order.com Arkiveret 21. maj 2008 hos  Wayback Machine eller http://www.reasonsoftheheart.com/rockstarbaby.html Arkiveret 10. december 2008 hos  Wayback Machine eller http://www.gtbaby.com Arkiveret 9. august 2020 hos  Wayback Machine

## Privat liv
Tico og hans første hustru blev skilt kort efter at Bon Jovi blev dannet i 1983. Han giftede sig med tjekkisk fødte model Eva Herzigova, i 1996, og blev skilt fra hende to år senere. Han giftede sig for tredje gang i september 2001, med Maria Alejandra, og sammen har de en søn, Hector Alexander, som blev født d. 9. januar 2004.

## Diskografi
Alle albummene er udgivet med Bon Jovi.
- Bon Jovi (1984)
- 7800° Fahrenheit (1985)
- Slippery When Wet (1986)
- New Jersey (1988)
- Keep the Faith (1992)
- Cross Road: The Best Of Bon Jovi (1994)
- These Days (1995)
- Crush (2000)
- One Wild Night Live 1985-2001 (2001)
- Bounce (2002)
- This Left Feels Right (2003)
- 100,000,000 Bon Jovi Fans Can't Be Wrong (2004)
- Have a Nice Day (2005)
- Lost Highway (2007)

## Eksterne links
- http://www.tico-torres.com Arkiveret 12. marts 2007 hos  Wayback Machine (Officiel hjemmeside)
- http://www.rockstarbaby.de Arkiveret 7. november 2018 hos  Wayback Machine (Rock Star Baby)
- http://www.rockstarbaby-shop.de (Officiel Rock Star Baby butik)
- http://www.walnutst.com Arkiveret 1. juli 2008 hos  Wayback Machine (Wallnut St. Gallery med Ticos kunst)
- http://www.ticotorres.tk Arkiveret 22. maj 2019 hos  Wayback Machine (Tico Torres Fanside)